# Sociální stratifikace
Sociální stratifikace je socioekonomické rozvrstvení společnosti do segmentů a je výrazem distribuční nerovnosti, tj. nerovnosti rozdělení vzácných statků, do nichž patří hmotné bohatství, moc či prestiž. Oproti tomu pojem sociální třída značí danou roli ve společnosti, ve které žije.
Poznání rozvrstvení společnosti (a zejména pak pochopení příčin jeho vzniku) je mezi sociology považováno za zásadní pro další zkoumání chování společnosti. Tomuto tématu věnuje např. kniha Anthonyho Giddense: Sociologie.

## Stratifikační systémy
Termín stratifikační systém zahrnuje uspořádání sociálních statusů a institucí, jejichž působením se systém renovuje. Základními komponenty jsou u jednotlivých systémů kasty, stavy, sociální třídy či sociální vrstvy. Povahu jednotlivých systémů ovlivňují aspekty jako sociální mobilita nebo dědičnost. Většinou se rozlišují čtyři základní typy stratifikačních systémů:
- otrokářský – existují jak svobodní občané, tak nevolníci (otroci)
- kastovní – kasty jsou dědičné, neměnné a zakotvené náboženstvím; příslušnost ke kastě určuje možnosti ve volbě zaměstnání a zamezuje sňatku i veřejnému stýkání s příslušníky jiné kasty

- stavovský – příslušnost ke stavu je získávána dědičně, v některých situacích je však možné ji získat jiným způsobem (př. zakoupení šlechtického titulu, vyznamenání za statečnost pro vojáka atp.)
- třídní – třídní postavení v moderní společnosti je udáváno zejména postavení na trhu práce; rodinný původ není řídícím statusem

V současnosti se vedou spory o zavedení tzv. postindustriálního stratifikačního systému, který by lépe odpovídal vyspělé moderní společnosti.

## Vybrané teorie sociální stratifikace

### Marxova silná třídní teorie
Podle Marxe hraje ve společnosti ústřední roli práce, která je zásadní pro přežití člověka. K uspokojení lidských potřeb je potřeba spolupracovat, což vede k vytváření tzv. výrobních vztahů. Spolu s výrobní silou (schopnosti člověka, pracovní nástroje, technologie) tvoří výrobní vztahy tzv. základnu, která formuje všechny další aspekty společnosti – ty Marx nazývá nadstavbou (politika, právo, kultura a další nevýrobní instituce).
Marx udává čtyři základní společenské systémy napříč historií: antický, feudální, kapitalistický a komunistický. Tyto etapy popisuje jako evoluci v efektivitě a sociální spravedlnosti, přičemž komunismus bere jako prognózu posledního stádia vývoje – beztřídní společnost, v níž nebude existovat sociální nerovnost. Vývoj společnosti je podle Marxe dán nevyvážeností výrobní síly a výrobních vztahů. Zatímco technologie se stále vylepšuje a efektivita práce stále roste, výrobní vztahy bývají neměnné až do momentu, kdy se tento nesoulad srovná formou revoluce. Tato revoluce vždy nastává mezi skupinou, pro které již daná struktura nebyla výhodná, a skupinou, jež z této jejich nevýhody těžila. Zde Marx předkládá svou dichotomickou teorii společenských tříd a tvrdí, že od počátku dějin proti sobě stojí dvě strany: vykořisťovaní a vykořisťovatelé. Pojem společenské třídy však nikdy systematicky nedefinoval a jeho dílo je v tomto ohledu kritizováno jako nesourodé (zatímco ve své filosofické činnosti mluví pouze o dvou třídách, ve svých historických analýzách se dichotomického modelu nedrží).
Nejvděčnější příklad třídní dichotomie nachází Marx v kapitalismu, kde strany třídního boje označuje jako buržoazii a proletariát (třída kapitalistů proti dělnické třídě). Výsledek práce má podle Marxe příslušet vykonavateli práce. V kapitalismu však dělník výsledky své činnosti nevlastní; kapitalista mu platí pouze za práci, tj. za odpracovaný čas či za vyhotovený produkt. Mzda, kterou kapitalista dělníkovi platí, hodnotově pokrývá pouze část dělníkovy pracovní doby. Zbytkem je tzv. nadpráce, jejíž výsledek, nadhodnota, připadne kapitalistovi. Vzniklé vykořisťování následně vyústí v revoluční situaci, kterou má zahájit proletariát proti buržoazii; cílem je zrušení nerovné distribuce statků (v tomto případě soukromého vlastnictví) a nastolení nových výrobních vztahů. Proletariát popisuje Marx jako třídu, která je v podstatě komunitou – špatný společenský status, který je všem dělníkům vlastní, vytváří společný cíl změny. Podstatná je tedy semknutost proletariátu ve svém třídním uvědomění. Pro osvětlení těchto souvislostí rozlišuje Marx třídu o sobě (skupinu lidí se stejným sociálním statusem) a třídu pro sebe (třídu, jež si je vědoma svého postavení a svého cíle).
Díla
Karl Marx a Friedrich Engels: Manifest Komunistické strany
Karl Marx: Ke kritice politické ekonomie

### Weberova slabá třídní teorie
Součástí rozsáhlého díla Maxe Webera jsou také úvahy o sociální stratifikaci, jež vznikly částečně jako polemika s Karlem Marxem. Zavrhuje Marxovu koncepci třídního boje s tvrzením, že ačkoli v určitých případech ke konfliktu tříd dochází, nejde o nevyhnutelné vyústění v třídní společnosti. Weberův stratifikační model vychází z nerovné distribuce materiálních statků, prestiže a moci. Vzájemně se prolínající soubory pravidel, jimiž se tato distribuce řídí, nazývá Weber hospodářským, sociálním a právním řádem. Weber z hlediska sociální stratifikace dělí společnost na třídy, stavy a částečně i strany (které definuje jako racionálně organizované skupiny lidí za určitým cílem a tudíž je nepovažuje za základní složku stratifikačního modelu).
Třídy
Třídy Weber definuje jako soubor osob, které mají stejný způsob příjmu. Třídu určuje příslušnost k určitému třídnímu postavení, které Weber popisuje jako souhrn možností, které vedou k zajištění příjmu a co nejlepších životních podmínek. Základními třídami jsou vlastnické, výdělečné a sociální; tyto třídy se dále dělí na pozitivně privilegované, negativně privilegované a mezilehlé.
- Vlastnické třídy (dělení dle příjmu plynoucího z vlastnictví statků)
  - pozitivně privilegovaní – vlastníci statků
  - mezilehlá třída – příjmy z podnikání nebo vzdělání
  - negativně privilegovaní – chudí, dlužníci
- Výdělečné třídy (dělení dle schopnosti uspět na trhu se statky a službami, týká se mezilehlých vlastnických tříd)
  - pozitivně privilegovaní – obchodníci, bankéři a finančníci
  - mezilehlá třída – zemědělci, řemeslníci, úředníci
  - negativně privilegovaní – dělníci
- Sociální třídy (jsou vůči ostatním třídám mobilitně uzavřeny, jakýsi průnik předchozích tříd)
  - dělnická třída
  - maloburžoazie
  - nemajetná inteligence, odborníci
  - třídy privilegované v důsledku majetku a vzdělání

Stavy
Zatímco třídy vznikají v tržním hospodářství, stavy vznikají hlavně ve feudální či stavovské společnosti. Členové stavu sdílejí stejné stavovské postavení, které je vymezeno specifickým sociálním uznáním (prestiží). Mají určitý životní styl a způsob spotřeby, což je sociálně separuje od ostatních (proto zde Weber nalézá podobnost se sociálními třídami). Ideálním typem weberiánského
stavu je kastovní systém, pro který je charakteristická dědičnost postavení a omezení společenských styků mimo rámec kasty. I v tržní společnosti lze nalézt statusové skupiny, které svými charakteristikami v mnohém připomínají stavy. Ty existují vedle, nebo spíše v rámci, tříd. Jsou to především profesní skupiny, které jsou do značné míry sociálně uzavřeny a vyznačují se určitým typem životního stylu a prestiží, jež je přisuzována všem členům (prestiž nese spíše profese samotná, nežli individuální zásluhy v této profesní oblasti).
Strany
Strany nelze chápat jako jednotku sociální stratifikace. Jde o racionálně organizované skupiny lidí, jejichž jasným cílem je dosáhnout určité míry politické moci a ovlivnit tak dění ve společnosti. Strany vznikají s vědomou hierarchií a jejich členy nemusí spojovat příslušnost ke stejnému třídnímu či stavovskému postavení.
Díla
Max Weber: Kapitoly „Třídy, stavy, strany” a „Stavy a třídy” v Hospodářství a společnost

### Konsensuální (funkcionalistické) pojetí
Funkcionalisté (např. Talcott Parsons, Kingsley Davis, Wilbert E. Moore) považují sociální nerovnost za nezbytný předpoklad úspěšného fungování společnosti jako celku. O této stratifikaci existuje ve společnosti konsensus. Společnost chápou jako systém statusů, které se liší ve dvou aspektech:
1. svoji důležitostí pro společnost
2. náročností přípravy a potřebným talentem

Řeší problémy vzniku a zachování tříd. Základní předpoklad pro fungování společnosti je existence motivačního systému. Tento přístup je často také označován jako konsensuální. Je to spontánně vzniklý nástroj, pomocí něhož jsou naplňovány funkce pro společnost nezbytné. Společnost = mechanismus, organismus, systém, jehož jednotlivé části plní nejrůznější funkce, nezbytné pro jeho přežití. Motivace (odměny) se odvíjí od důležitosti statusu, nedostatku příslušných kvalit (vzdělání) a míry zájmu o jednotlivé pozice. Nerovnost je tedy pozitivní a funkčně nevyhnutelná, o významu jednotlivých pozic ve společnosti existuje konsensus. Podle funkcionalistů jsou tři oblasti, jež jsou pro existenci společnosti důležité, a proto i vysoce motivované.
1. vymezování hodnot a cílů (zajišťuje duchovenstvo, pozice jsou spojené s prestiží, jsou definovány základní hodnoty a cíle, jejichž plnění vede k zachování společnosti)
2. podpora normativního systému (zajišťují politici, diplomaté, pozice jsou spojené s mocí)
3. hledání prostředků k dosahování cílů (zajišťují techničtí odborníci)

Nejméně jsou hodnoceni laici, nemají kvalifikaci, využívají nalezených prostředků a dosahují jiných cílů.
Ekonomické postavení
Sociální diferenciace, přetrvává instituce dědictví – bohatí zůstávají bohatými – dochází k tomu, že je obtížné dokázat, že určitá pozice je funkčně důležitý nebo že nedostatek vhodných osob není jen něčím vnějším a náhodným. Ekonomické postavení: nejde o příjem ale o základ kapitálových zdrojů (včetně dědictví, patentů nebo odbornosti). Lze jej považovat za důsledek jejich původního ekonomicky výhodného postavení, jehož využili prostřednictvím získaných peněz. Odměněn je talent nikoliv pozice. Odměňování lidí není ekonomicky podložena, ale není možné si koupit, na rozdíl od příležitosti ke studiu. 
Základní kritéria vymezení společnosti
Z hlediska stupně specializace = specializované a nespecializované.
Priorita funkcí = společnosti rodové (důraz na rodinu), společnost autokratické (teokratické a světské), společnosti kapitalistické (důraz na techniku).
Z hlediska velikosti sociálních rozdílů =  společnost rovnostářských a nerovnostářských.
Míra otevřenosti = mobilitní, nemobilitní.
Třídní solidarita = organizované, neorganizované.

### Konfliktualistický a konsensuální přístup
Oba přístupy morálně hodnotí a problematizují spravedlnost sociální stratifikace a mají tak výrazně normativní zabarvení. Zástupci: Weber, Paret, Sorokin.
Konfliktualistický versus konsensuální přístup
Konsensuální teze je charakterizována jako „neviditelná ruka“. Působením této ruky jsou vedeny individuální tužby a zájmy lidí, tak, aby vyhovovaly zájmu všem členům. Hlavní funkcí společnosti je omezovat jedincovi sklony ohrožující obecné blaho. Společnost je druh organismu, který má potřeby. Hlavními dosažení práv a privilegií jsou usilovná práce a delegování moci.
Konfliktualistický přístup je inspirován Johnem Lockem a J. J. Rousseauem. Představitelem je pak Karl Marx. Vychází z přesvědčení, že lidé jsou si rovni. Sociální stratifikace je však s rovností v rozporu.  Je ji třeba zrušit nebo jí alespoň oslabit. Člověk je podle zastánců tohoto proudu v zásadě dobrý. Zdrojem zla je pak společnost a její instituce. Lidé pak dosahují svých práv a privilegií nekalými způsoby. Třída je považována pouze za prostor odehrávání třídního boje.

### Stratifikace podle Gerharda Lenskiho
Sociální stratifikace je mnohorozměrný jev, zasadil jej do rámce sociální filosofie. Zamýšlí se nad podstatou člověka a jeho základními potřebami. Člověk je charakterizován jako společenská bytost, která je schopna přežít, žije-li ve společenství ostatních lidí. Pomáhá uspokojit základní potřeby, jimiž jsou fyzické a duševní zdraví. Společnost, je tedy systém, v jehož rámci jednotliví lidé kooperují a jednak jsou v konfliktu (zdroje uspokojení jejich potřeb jsou omezené). V dějinách lze vystopovat určitý trend, který souvisí s vývojem tzv. distributivních systémů. Cíl společnosti lze považovat za to, k čemu směřuje více či méně koordinované úsilí celku bez ohledu na újmy. Existuje-li ve společnosti dominantní třída, jsou to cíle této třídy. Třída je pak definována jako sociální kategorie členů společnosti zaujímajících podobné postavení z hlediska jednotlivých forem moci, privilegia a prestiže.  Různé společnosti nejsou stratifikovány do určitého počtu skupin, ale jde o jakési kontinuum. Jednotlivec je podle Lenskiho členem několika tříd, přičemž nemusí být ve všech
na stejné úrovni. Pokud je jedinec v jedné třídě výš a ve druhé níž jde o tzv. inkonzistentní status. Konsistentní status je potom stav, kdy jedinec zaujímá v hierarchiích stejné místo. 
Společnost
Předpoklad nerovná distribuce privilegia je existence nadvýrobku. V technologicky primitivních společnostech budou statky a služby distribuovány podle potřeby a čím více pokročí, tím pak budou služby a statky distribuovány podle moci.
Lenski vymezuje čtyři typy společnosti: lovci a sběrači, pěstitelské, zemědělské a průmyslové.
Čím bohatší je společnost, tím nerovnější je distribuce nadvýrobku. V industriální společnosti se to však mění. Nerovnost je zde menší než ve společnostech agrárních. Zmenšuje se totiž koncentrace moci.
Díla
Lenski: Power and Privilege

### Hierarchický přístup
Jedná se o teorii „amerického snu“. Předpokládá, že ve vyspělých kapitalistických společnostech postupné prosazování meritokratické (zásluhové) principy. Empiricky se snaží dokumentovat, že americký sen je splnitelný. Systém je reprezentován jako hierarchické uspořádání jedinců zajímajících určitý status, nikoliv jako složitější struktura skupin.  Hierarchický přístup se obejde bez tříd i vrstev, umístění každého jedince ve stratifikačním systému je vymezeno určitým indexem sociálně ekonomického statusu. Podle Wernera se ale většinou společnost dělí do čtyř až šesti vrstev ve smyslu vyšší, vyšší střední atd.  Sociálně ekonomický status je syntetickým ukazatelem, který charakterizuje jednotlivá pracovní místa na základě obecného hodnocení.

### Model Johna Henryho Goldthorpa
John H. Goldthorp zkoumá třídní struktury. Sám sebe považuje za představitele nemarxistického třídního přístupu a je kritikem marxismu, tak i hierarchického pojetí. Podle Goldthorpa je v současných vyspělých společnostech prostor pro politické zásahy, které mohou vést k větší rovnosti příležitostí. Třída slouží jako výklad vyspělé společnosti.  Souhlasí s Marxem v tom, že pokud má třídní společnost skončit, je třeba toho dosáhnout nějakým konfliktem mezi třídami.  Třídy chápe jako kategorie či kolektivy individuí nebo rodin, kteří si udržují svou identitu v čase. To znamená, že si udržují podobný sociální status, který se nemění v rámci života. Základní model je trojtřídní, servisní třída, mezilehlé třídy a třída dělnická. Nejedná se o striktně hierarchické uspořádání. Jde o uskupení lidí, kteří se ve své většině nacházejí v určitém tržním a pracovním postavení po celý svůj život.
Rozdělení tříd podle Goldthorpa
Servisní třída
1. Odborníci + vysokoškolsky vzdělaní
2. Středoškolsky vzdělaní odborníci a pracovníci
Rutinní nemanuální pracovníci                    
3. Nemanuální pracovníci (úředníci)
Maloburžoazie a farmáři
4. Malí vlastníci, farmáři
Dělnická třída: kvalifikovaní dělníci
5. Středoškolsky vzdělaní technici, často manuální práce
6. Kvalifikovaní námezdní pracovníci
Nekvalifikovaní a zemědělští dělníci             
7. Manuálně námezdní polokvalifikovaní dělníci

### Neomarxistická teorie Erika Olina Wrighta
Jeho cílem bylo přispět k vybudování vědecké teorie vzniku socialismu. Částečně zbavuje marxismus historicismu a zabývá se pouze kapitalismem. Nepovažuje jeho zánik za nevyhnutelný, ale možný. Navrhl dva třídní modely vyspělé kapitalistické společnosti. V prvním vymezil střední třídu jako souhrn pozic, které jsou zároveň ve více třídách. Nazval je nejednoznačné třídní postavení. Ve druhém řešení vymezuje tři zdroje vykořisťováním: vlastnictví výrobních prostředků, řídící pozice, kvalifikace. Buržoazie disponuje všemi, dělnická žádnými, střední třída je umístěna rozporně jsou vykořisťováni a vykořisťují, jsou také nositelem změn.

### Teorie sociální stratifikce v mediálních studiích
V mediální teorii se používá Rogersův model difuze inovací z roku 1962, kde přijetí nových technologií (šířích mediálních sdělení) přináleží v jejich raném stádiu jedincům s vyšším ekonomicko-sociálním statusem.

## Pojmosloví

### Tři dimenze sociální stratifikace
O faktorech tvořících sociální stratifikaci, jimiž jsou materiální zabezpečení, moc a prestiž, se hovoří jako o 3 dimenzích sociální stratifikace.

#### 1. Materiální zabezpečení
Protože si veřejnost všímá především rozdílů v životní úrovni, je ekonomická stránka sociálního statusu tím nejnápadnějším a v běžném životě nejdůležitějším hlediskem nerovnosti. Materiální zabezpečení má 2 aspekty: vlastnictví a příjmy. Vlastnictví je charakteristikou stratifikačního systému jako celku. Projevuje se v podobě majetku, jenž je výsledkem akumulace příjmů.

#### 2. Moc
M. Weber vymezuje moc jako šanci individua, nebo skupiny lidí prosadit svoji vůli i přes vůli ostatních. Moc je považována za důležitou dimenzi stratifikačního systému prakticky všemi autory, kteří se zabývají sociální stratifikací. Každá sociální skupina představuje mocenské uspořádání a každé sociální jednání je v podstatě uplatňováním moci.

#### 3. Prestiž
Prestiž je jedním z předpokladů úcty, kterou si lidé navzájem prokazují. Společenská prestiž je spojena s určitým statusem, k jehož symbolům dnes patří především místo bydliště, vlastnictví nejrůznějších předmětů, členství v organizacích a mnoho dalších. V souvislosti se sociální stratifikací nás především zajímá prestiž zaměstnání. Pravděpodobně prvním, kdo vymezil prestiž, jako důležitou charakteristiku zaměstnání byl Thorstein Veblen, který formuloval svoji teorii sociální stratifikace v práci „Teorie zahálčivé třídy“ (The Theory of the
Leisure Class). Dle jeho pojetí tkví rozdíly mezi jednotlivými třídami především v prestiži, přičemž největší úctu mají ti, kteří jsou zproštěni produktivní práce.

### Sociální mobilita
Sociální mobilita je pohyb jednotlivců, či celých skupin ve stratifikačním systému. Rozlišujeme mobilitu horizontální a vertikální. Mobilita horizontální je vysvětlována jako přechod individua z jedné skupiny do jiné, která se nachází ve stejné rovině. Ta je pak dělena na mobilitu individuální a skupinovou. Mezním případem sociální mobility je kastovní systém, v jehož rámci je dán každému jedinci sociální status podle toho, v jaké kastě se narodí. V této skupině lze zaznamenat jen minimální vertikální mobilitu, proto také bývá tato společnost nazývána jako askriptivní. Z hlediska propustnosti hranic mezi jednotlivými segmenty se jedná o tzv. sociálně uzavřenou společnost. Druhým extrémem je společnost rovných šancí, nazývaná zásluhová, nebo meritokratická. Zde se hovoří o společnosti sociálně otevřené. V rámci výzkumu sociální mobility bývají sociology zkoumány typické mobilitní dráhy. Pokud se liší sociální status dětí a jejich rodičů, hovoříme o intergenerační sociální mobilitě. Je-li naopak nižší, hovoříme o sestupné mobilitě. V obou případech se ale jedná o mobilitu vertikální.

## Distribuce moci podle politických systémů
- Anarchismus: žádné zákony a žádná vláda. Decentralizovaný zdola tvořený participační systém dobrovolných sdružení bez hierarchie.